# The Business Of Women
 Pour plus de détails, voir Fiche technique et Distribution
The Business Of Women est une série pornographique lesbienne composée d’une unique saison divisée en 6 épisodes co-réalisés par Bree Mills et Still by Alan. Sortie en 2015, il s’agit de la première série originale du studio Girlsway. La série a reçu l'award de la meilleure sortie lesbienne aux XBIZ Awards 2016.

## Historique
Le projet a d’abord été conçu comme un épisode pilote. Au vu du succès de ce dernier, Bree Mills, co-réalisatrice, s’est rendue à Los Angeles pour tourner les autres épisodes pour ce qui devient la première série original Girlsway.
À l’origine, sortie en premier lieu sous le format d'une mini-série en 6 parties disponibles sur Girlsway.com, The Business Of Women sort en DVD sous la forme d’un long métrage qui comprend les séquences des coulisses, les interviews des actrices ainsi qu’une galerie de photos.

Le film est présenté comme étant un « porno lesbien noir » qui reprend les codes du film noir,,. Il s’agit, à l’époque, de la première réalisation qui adopte ce style cinématographique pour la pornographie lesbienne. Ce « porno lesbien noir » se voit mêlés les motifs sexuels et le cynisme du film noir à l’érotisme de la pornographie féminine,. Bree Mills déclare à ce sujet : 
J'ai toujours eu l'intuition que le film noir et l'érotisme pouvaient bien fonctionner ensemble, tant sur le plan visuel que sur le plan narratif. Mais, bien que des traces de ce genre soient apparues dans des films grand public, il s'agit d'un hybride qui n'a jamais été pleinement exploré... J'ai donc pris cela comme un défi.
La direction choisie pour les scènes de sexe est axée sur le style hardcore et le thème du BDSM et se compose de :
- Trois scènes en tête à tête
- Deux scènes en trio
- Une scène en quatuor

## Synopsis
Une escorte solitaire (Samantha Rone) est recrutée par une femme d'affaires puissante (India Summer) pour laisser sa vie d’escort girl derrière elle et rejoindre son empire, elle découvre rapidement l'importance de la loyauté et de la soumission avec sa nouvelle patronne. Après qu'une femme d'affaires rivale (Vanessa Veracruz) ait découvert la seule femme (Shyla Jennings) qui peut faire déclencher l'effondrement de l'empire de Mlle Summer, c'est à Samantha d'utiliser tous les apprentissages de sa formation pour sauver l’entreprise.

## Résumé des épisodes

### Épisode 1: The Date
Samantha, une escorte belle mais solitaire, rencontre un client de grande importance qui peut lui ouvrir de nouvelles opportunités. À son arrivée, Samantha est choquée de découvrir que son client n'est pas un homme, mais une femme très puissante et mystérieuse qui se fait appeler Mlle Summer. Après une soirée avec Samantha, Summer offre à Samantha une opportunité qui lui permet de quitter sa vie de solitude. La scène s'estompe avec Samantha regardant sa nouvelle maîtresse prête à répondre.

### Épisode 2: Homecoming
Après réflexion, Samantha décide de rejoindre Mlle Summer dans son « business ». C’est alors qu’elle se rend au manoir de Mlle Summer où elle lui a donné rendez-vous. Une fois arrivée, Samantha est accueillie par Charlotte, l’assistante de Mlle Summer. Cette dernière lui fait visiter le manoir avant de l’amener voir Mlle Summer. Une fois accueillie, Mlle Summer charge Charlotte de former Samantha et de lui apporter toutes les précisions sur le travail. Voyant en Samantha une potentielle concurrente, Charlotte tente de décourager Samantha à intégrer l’entreprise en prétextant les mauvais traitements que fait subir Mlle Summer à ses escortes. Aprés avoir surpris Charlotte en train de raconter ses mensonges, elle ordonne a Charlotte et Samantha de la suivre dans sa chambre pour leur donner une leçon de respect et de domination. Après cette leçon, à l’écart, Charlotte décide de prévenir Vanessa concernant le recrutement de Samantha.

### Épisode 3: The Secret
Dans cet épisode, on découvre qui est Vanessa, cette ex-employée devenue rivale de Mlle Summer ainsi que son assistante Abigail. Après avoir reçu le coup de téléphone de Charlotte, Vanessa, appelée Mlle Veracruz, commence alors à planifier sa vengeance sur Mlle Summer et la façon dont elle ruinera son entreprise. Sa stratégie consiste à recruter Shyla, la belle-fille de Mlle Summer, afin d’infiltrer les rangs de cette dernière.

### Épisode 4: Taking The Bait
Après avoir appris que Shyla a fugué de la maison de Mlle Summer, Vanessa part à sa recherche en ville. Elle finit par la retrouver et l’invite à venir chez elle. Une fois chez elle, Vanessa, accompagnée de son esclave Abigail, raconte le passif entre elle et Mlle Summer. Vanessa met en évidence le fait que sa belle-mère ne lui donne pas l’attention qu’elle mérite et qu’elle lui donnera une occasion de se venger d’elle si elle rejoint son camp. Naïvement, Shyla accepte de rejoindre Vanessa. Il s’ensuit alors une leçon de domination enseignée par Vanessa et Abigail. Juste après, Abigail appelle au téléphone Charlotte, qui est complice, pour que celle-ci fasse une fausse note en imitant la signature de Mlle Summer destinée à Samantha, afin qu’elle se rende à un rendez-vous avec Shyla.

### Épisode 5: The Struggle
Avant de partir au rendez-vous avec Samantha, Vanessa donne comme dernier conseil à Shyla, pour mener à bien sa mission, de s’inspirer d’elle, de son attitude, etc. Samantha arrive au rendez-vous où Shyla applique les conseils donnés par Vanessa. Au cours du rendez-vous, Shyla finit par avouer la vraie raison de cette rencontre et demande explicitement à Samantha de la suivre chez Vanessa, ce que Samantha refuse catégoriquement. Samantha finit par reprendre le dessus sur Shyla et lui ordonne de la suivre et de venir s’excuser auprès de Mlle Summer, ce qu'accepte Shyla un peu honteuse. Mlle Summer tombe des nues d’apprendre que Shyla, sa propre belle-fille, a essayé de la trahir, mais accepte de lui pardonner à une condition : tendre un piège à Vanessa. Mlle Summer ordonne à Samantha et Shyla de retourner chez Vanessa et lui faire croire que son plan a fonctionné.

### Épisode 6: The Showdown
Comme prévu, Samantha et Shyla retournent chez Vanessa en lui faisant croire que son plan a parfaitement fonctionné. Vanessa décide alors de se rendre chez Mlle Summer, qu’elle croit dévastée, afin de lui montrer sa toute puissance. En arrivant chez Mlle Summer, Vanessa ordonne à Shyla et Samantha de commencer à s’embrasser pour montrer à Mlle Summer qu’elles sont entièrement sous son joug. À un moment, Mlle Summer met son plan à exécution et donne le signal à Samantha et Shyla pour qu’elles la rejoignent, laissant Vanessa sans voix et dans l’incompréhension. Vanessa comprend sa défaite, et, symboliquement, rejoint de nouveau les rangs de Mlle Summer comme simple escorte en perdant toute son influence et son business concurrent.

## Fiche technique
- Titre de la série : The Business Of Women
- Réalisation : Bree Mills et Stills by Alan
- Scénario : Bree Mills et Stills by Alan
- Production : Bree Mills
- Assistant de production : AJ Bucks
- Distribution : Girlfriends Films
- Coordinateur de la production : Tin Tin
- Photographie : Stills by Alan
- Montage : Zombie
- Caméras : Stills By Alan, Matt Holder, Shallow Hal
- Coiffures et maquillage : Jen Marie

## Distribution
- Mlle Summer : India Summer
- Mlle Veracruz : Vanessa Veracruz
- Samantha : Samantha Rone
- Charlotte, l’assistante de Mlle Summer : Charlotte Stokely
- Shyla, la belle-fille de Mlle Summer : Shyla Jennings
- Abigail, l’esclave de Vanessa : Abigail Mac
- Chauffeur limousine Mlle Veracruz : Bree Mills

## Sortie
Tous les épisodes sont sortis en premier lieu sur le site girlsway.com :
- Premier épisode : 04 mars 2015[6].
- Deuxième épisode : 29 mai 2015[1].
- Troisième épisode : 08 juin 2015[7].
- Quatrième épisode :  29 juin 2015[8].
- Cinquième épisode : 16 juillet 2015[9].
- Sixième épisode : 30 juillet 2015[10].

La série a été éditée en double DVD Edition Spéciale dans le format long métrage le 4 septembre 2015.

## Récompense et nominations
La série a été nommée aux AVN Awards 2016 dans 3 catégories :
- Meilleure scène de sexe lesbien en groupe (Best All-Girl Group Sex Scene)
- Meilleure film lesbien (Best All-Girl Movie)
- Meilleure cinématographie (Best Cinematography)

La série a reçu l’award de la meilleure sortie lesbienne de l’année (All-Girl Release of the Year) au XBIZ Awards 2016.

## Préquelle
Au vu du succès de la série, le 24 août 2015 sort une préquelle de la série qui raconte l’histoire de Vanessa et Abigail avant les événements de The business Of Women,.

## Autour du film
FameDollars, faisant partie de la filiale Gamma Entertainement, hébergeur du site Girlsway, a organisé un concours sur les réseaux sociaux pour promouvoir la sortie de The Business Of Women.
Le concours, qui se déroulait jusqu’au 2 septembre 2015, avait comme règle de « retweeter » par les fans les images tirées de la série et qui étaient publiées 1 fois par semaine et pendant 12 semaines sur le compte Twitter de Girlsway. Les gagnants tirés au sort recevaient un abonnement gratuit au site pour une durée de deux semaines.